# ノルウェー沖海戦
ノルウェー沖海戦（ノルウェーおきかいせん）は、第二次世界大戦中の1940年6月8日にノルウェー沖で発生した海戦。イギリス海軍の空母グローリアスがドイツ海軍の巡洋戦艦に撃沈された。

## 概要
1940年4月にノルウェーに侵攻したドイツ軍は各地を占領した。だが、ナルヴィクでは第1次ナルヴィク海戦と第2次ナルヴィク海戦でドイツ軍ナルヴィク攻略部隊の駆逐艦は全滅し、ナルヴィクが連合軍の占領するところとなった。ナルヴィク方面での戦闘を支援するため6月4日にドイツ軍は戦艦シャルンホルスト、グナイゼナウ、重巡洋艦アドミラル・ヒッパー、駆逐艦4隻を出撃させた（ユーノ作戦）。だが、連合軍がナルヴィクから撤退中であることが判明したため目標を連合国の船団へと変更した。
6月8日に連合軍の撤退する兵員を乗せた船団が空母アーク・ロイヤルと軽巡洋艦サウサンプトン、防空巡洋艦コヴェントリーと駆逐艦8隻に護衛されてハーシュタを離れていた。さらにもう一つ駆逐艦とスループに護衛された船団も存在した。また、駆逐艦2隻に護衛された空母グローリアスがバルドゥフォスの戦闘機部隊を収容した。
6月8日、ドイツ軍はノルウェーのタンカー オイルパイオニア (Oil Pioneer)、兵員輸送船オラマ (Orama)、トロール船ジュナイパー (Juniper) を沈めた。その後アドミラル・ヒッパーと駆逐艦は燃料補給のためトロンハイムへ向かい、シャルンホルストとグナイゼナウは北にいると思われた船団を求めて北上した。
16時46分、シャルンホルストは煙を発見し、その方向へ向かった。そこにいたのは空母グローリアスとその護衛の駆逐艦アカスタ、アーデントであった。17時32分、シャルンホルストがグローリアスに対して砲撃を開始、17時38分に命中弾を得た。これによりグローリアスが行おうとしていた艦載機の発進は不可能となった。17時42分、護衛の駆逐艦アーデントはシャルンホルストに対して魚雷を発射したが外れた。17時46分にはグナイゼナウも戦闘に加わった。グローリアスはさらに命中弾を受け艦長ドイリー＝ヒューズ大佐も戦死した。しかしイギリス駆逐艦はこの後に煙幕を展開し、グローリアスが確認しづらくなったためドイツ艦隊は17時55分に砲撃を中止した。再びグローリアスが煙幕から現れるまでの間にアーデントには雷撃を行ったが命中せず、逆にアーデントは副砲と高角砲により命中弾を受け炎上、18時22分に転覆、沈没した。一方18時13分ごろから煙幕が薄くなり始め、再度姿を現したグローリアスに対し18時18分に独艦は砲撃を再開、シャルンホルストがエンジントラブルで速度を落とすも、18時20分に受けた命中弾によってグローリアスも速度が低下した。グローリアスは傾いていき、飛行甲板上の航空機が海面へ落下していった。18時39分、アカスタの発射した魚雷の内の1本がシャルンホルストの右舷艦尾、C砲塔の下に命中した。シャルンホルストはこれにより2500トンの浸水があり速度が低下した。19時10分グローリアスが沈没。そして、アカスタもシャルンホルストの砲撃によって19時20分に沈んだ。
イギリス側はグローリアスと駆逐艦2隻が撃沈されたが、ドイツ側も魚雷によってシャルンホルストが中破したため引き返した。このため、ナルヴィクから撤退する兵員を乗せた輸送船団は攻撃を受けずにすんだ。